# Superligaen 1993-1994
La Superligaen 1993-1994 è stata la 81ª edizione della massima serie del campionato di calcio danese e 4ª come Superligaen, disputata tra il 1º agosto 1993 e il 12 giugno 1994 e conclusa con la vittoria del Silkeborg, al suo quarto titolo.
Il capocannoniere del torneo è stato Søren Frederiksen del Silkeborg con 18 reti.
Il campionato si svolgeva in due fasi: nella prima, quella autunnale, le dieci squadre si affrontavano in un girone all'italiana con partite di andata e ritorno, al termine della quale le ultime due formazioni retrocedono. Nella fase primaverile le restanti otto formavano un nuovo girone all'italiana per stabilire la squadra campione e i piazzamenti per la Coppa Uefa. I punti finali sono dati dalla somma della metà dei punti della fase autunnale, più quelli di quella primaverile, mentre per la classifica cannonieri si tiene conto solo dei gol dell'ultima fase.

## Autunno 1993
|    | Classifica    | G  | V  | N  | P  | GF | GS | DR  | Pti |
| -- | ------------- | -- | -- | -- | -- | -- | -- | --- | --- |
| 1  | Silkeborg     | 18 | 9  | 7  | 2  | 34 | 20 | +14 | 25  |
| 2  | Odense        | 18 | 9  | 6  | 3  | 27 | 16 | +11 | 24  |
| 3  | FC København  | 18 | 10 | 2  | 6  | 32 | 22 | +10 | 22  |
| 4  | Brøndby       | 18 | 7  | 6  | 5  | 32 | 24 | +8  | 20  |
| 5  | Lyngby        | 18 | 5  | 10 | 3  | 19 | 23 | -4  | 20  |
| 6  | Aalborg BK    | 18 | 4  | 9  | 5  | 28 | 25 | +3  | 17  |
| 7  | Ikast FS (*)  | 18 | 5  | 7  | 6  | 31 | 29 | +2  | 17  |
| 8  | AGF           | 18 | 5  | 5  | 8  | 30 | 31 | -1  | 15  |
| 9  | Næstved IF    | 18 | 3  | 4  | 11 | 28 | 46 | -18 | 10  |
| 10 | Viborg FF (*) | 18 | 3  | 4  | 11 | 25 | 50 | -25 | 10  |

(*) Squadre neopromosse

## Primavera 1994
|   | Classifica   | G  | V | N | P | GF | GS | DR  | Pti |
| - | ------------ | -- | - | - | - | -- | -- | --- | --- |
| 1 | Silkeborg    | 14 | 8 | 2 | 4 | 23 | 15 | +8  | 31  |
| 2 | FC København | 14 | 8 | 2 | 4 | 27 | 19 | +8  | 29  |
| 3 | Brøndby      | 14 | 6 | 5 | 3 | 21 | 14 | +7  | 27  |
| 4 | Odense       | 14 | 5 | 5 | 4 | 17 | 16 | +1  | 27  |
| 5 | Aalborg BK   | 14 | 4 | 6 | 4 | 18 | 19 | -1  | 23  |
| 6 | Lyngby       | 14 | 5 | 1 | 8 | 17 | 21 | -4  | 21  |
| 7 | Ikast FS     | 14 | 3 | 5 | 6 | 16 | 23 | -7  | 20  |
| 8 | AGF          | 14 | 3 | 2 | 9 | 11 | 23 | -12 | 16  |

## Verdetti
- Silkeborg Campione di Danimarca 1993/94.
- Silkeborg ammesso al turno preliminare della UEFA Champions League 1994-1995.
- FC København e Odense ammesse al turno preliminare della Coppa UEFA 1994-1995
- Næstved IF e Viborg FF retrocesse.